# 이상의 (1951년)
이상의(李相宜, 1951년 9월 23일 ~ )는 前 대한민국 제35대 합동참모의장이다.

## 생애
1951년 9월 23일 경상남도 사천에서 태어났다. 1974년 육군사관학교 30기로 임관했다. 장관급 장교에 오른 이후 육사 참모장, 제39향토보병사단장, 제1야전군사령부 참모장, 제8군단장, 건군제60주년기념사업단장 등을 지낸 뒤 3군사령관에 올랐다. 2009년 9월에 합참의장 출신인 이상희 국방장관이 갑작스럽게 퇴임하게 되면서 당시 합참의장인 김태영 대장이 전역하고 국방장관으로 취임하면서 공석이 된 합참의장에 올랐다. 그 후 천안함 사건을 책임지며 전역지원서를 제출하여 전역하였다. 지금은 한국국제대학교 교육과학대학 특수체육교육과 석좌교수 로 근무하고 있다

## 학력
- 1964년 사천용현초등학교 졸업
- 1968년 진주중학교 졸업
- 1970년 진주고등학교 졸업
- 1974년: 육군사관학교 학사 30기
- 1979년: 육군보병학교 졸업
- 1984년: 국방대학교 행정학사 29기

## 진급
- 1974년: 육군 소위 임관
- 1998년: 육군 준장
- 2002년: 육군 소장
- 2005년: 육군 중장
- 2008년: 육군 대장

## 경력
- 2000. ~ 2002. 육군사관학교 참모장
- 2002. ~ 2004. 육군 제39보병사단 사단장
- 2004. ~ 2005. 육군 제1군사령부 참모장
- 2005. ~ 2007. 육군 제8군단장
- 2007. ~ 2008. 건국 제60주년 기념사업단장
- 2008. ~ 2009. 육군 제3야전군사령관
- 2009.~ 2010.   제35대 합동참모의장
- 2011. 한국국제대학교 교육과학대학 특수체육교육과 석좌교수